# Serock (gromada w powiecie nowodworskim)
Serock (do 30 XII 1959 Borowa Góra) – dawna gromada, czyli najmniejsza jednostka podziału terytorialnego Polskiej Rzeczypospolitej Ludowej w latach 1954–1972.
Gromady, z gromadzkimi radami narodowymi (GRN) jako organami władzy najniższego stopnia na wsi, funkcjonowały od reformy reorganizującej administrację wiejską przeprowadzonej jesienią 1954 do momentu ich zniesienia z dniem 1 stycznia 1973, tym samym wypierając organizację gminną w latach 1954–1972.
Gromadę Serock z siedzibą GRN w mieście Serocku (nie wchodzącym w jej skład) utworzono 31 grudnia 1959 w powiecie nowodworskim w woj. warszawskim w związku z przeniesieniem siedziby GRN gromady Borowa Góra z Borowej Góry do Serocka i zmianą nazwy jednostki na gromada Serock; równocześnie do nowo utworzonej gromady Serock włączono obszar zniesionej gromady Łacha.
1 stycznia 1969 z gromady Serock wyłączono wieś Popielarze, włączając ją do gromady Kuligów w powiecie wołomińskim w tymże województwie; do gromady Serock przyłączono natomiast część obszaru wsi Arciechów o powierzchni 16,24 ha z owej gromady Kuligów w powiecie wołomińskim w tymże województwie.
Gromada przetrwała do końca 1972 roku, czyli do kolejnej reformy gminnej. 1 stycznia 1973 w powiecie nowodworskim utworzono gminę Serock (od 1999 gmina Serock znajduje się w powiecie legionowskim).